# Upper Gagetown
Pour les articles homonymes, voir Gagetown (homonymie).
Upper Gagetown est un village du Queens, au sud de la province canadienne du Nouveau-Brunswick. Le village a le statut de DSL. Dans le cadre de la réforme de la gouvernance locale du 1er janvier 2023, le DSL a été annexé à le nouveau village d'Arcadia.

## Toponyme
Upper Gagetown (Haut-Gagetown) est nommé ainsi d'après sa position au nord-ouest du village de Gagetown, lui-même nommé en l'honneur de Thomas Gage (1721-1787), principal propriétaire terrien de l'endroit, qui a été commandant en chef des forces britanniques en Amérique du Nord de 1763 à 1772.

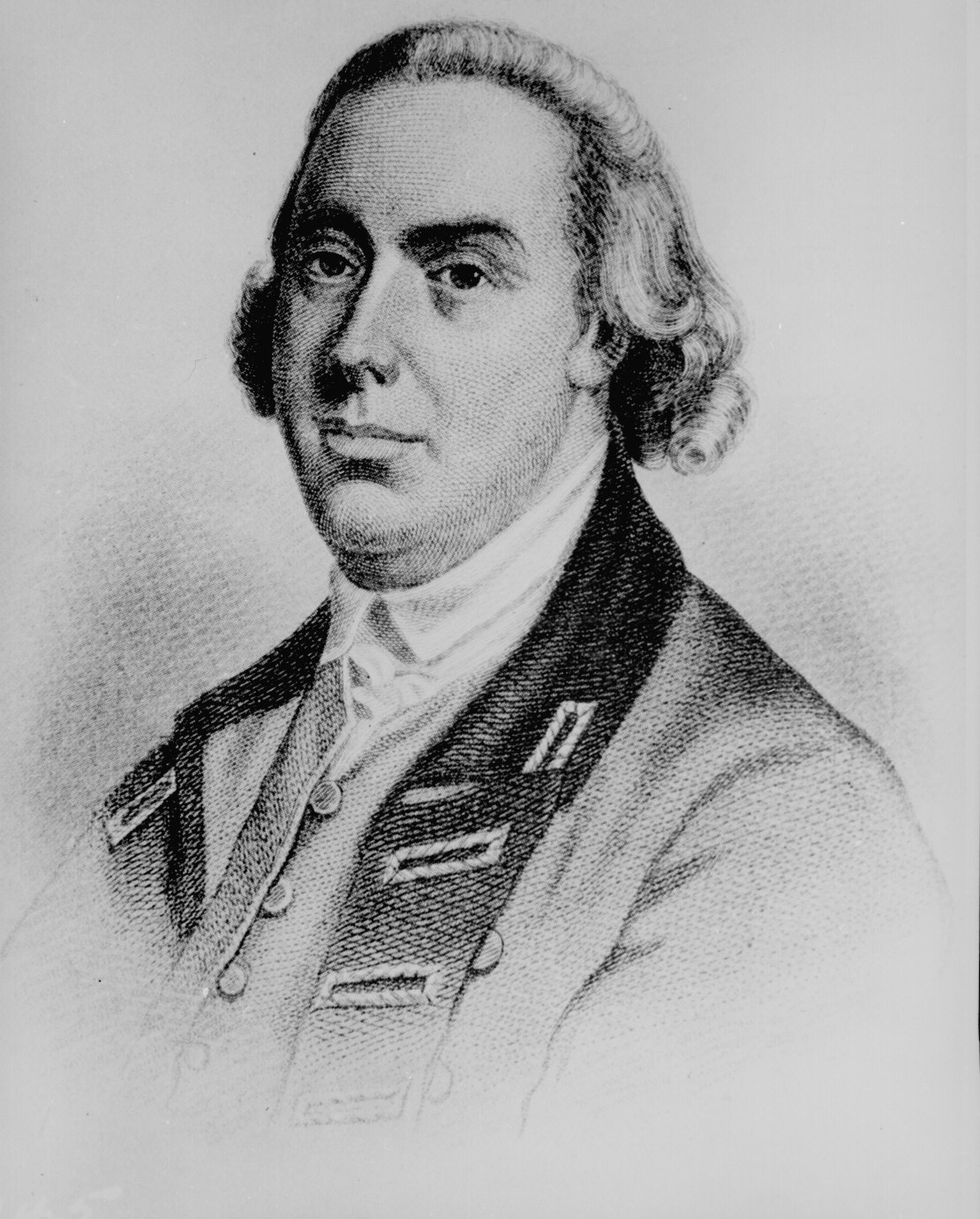
Thomas Gage

## Géographie

### Hameaux et lieux-dits
Le territoire comprend les hameaux de Coytown et Upper Gagetown.

## Démographie
(août 2016).
D'après le recensement de Statistique Canada, il y avait 297 habitants en 2006, comparativement à 314 en 2001, soit une baisse de 5,4 %. Il y a 151 logements privés, dont 129 occupés par des résidents habituels. Le village a une superficie de 20,17 km2 et une densité de population de 14,7 habitants au kilomètre carré.

## Économie
Entreprise Central NB, membre du Réseau Entreprise, a la responsabilité du développement économique.

## Administration

### Comité consultatif
En tant que district de services locaux, Westfield est administré directement par le Ministère des Gouvernements locaux du Nouveau-Brunswick, secondé par un comité consultatif élu composé de cinq membres dont un président.

### Commission de services régionaux
Upper Gagetown fait partie de la Région 11, une commission de services régionaux (CSR) devant commencer officiellement ses activités le 1er janvier 2013. Contrairement aux municipalités, les DSL sont représentés au conseil par un nombre de représentants proportionnel à leur population et leur assiette fiscale. Ces représentants sont élus par les présidents des DSL mais sont nommés par le gouvernement s'il n'y a pas assez de présidents en fonction. Les services obligatoirement offerts par les CSR sont l'aménagement régional, l'aménagement local dans le cas des DSL, la gestion des déchets solides, la planification des mesures d'urgence ainsi que la collaboration en matière de services de police, la planification et le partage des coûts des infrastructures régionales de sport, de loisirs et de culture; d'autres services pourraient s'ajouter à cette liste.

### Représentation et tendances politiques
Nouveau-Brunswick: Upper Gagetown fait partie de la circonscription provinciale de Grand Lake-Gagetown, qui est représentée à l'Assemblée législative du Nouveau-Brunswick par Ross Wetmore, du Parti progressiste-conservateur. Il fut élu en 2010.
 Canada: Upper Gagetown fait partie de la circonscription électorale fédérale de Nouveau-Brunswick-Sud-Ouest, qui est représentée à la Chambre des communes du Canada par Gregory Francis Thompson, ministre des Anciens Combattants et membre du Parti conservateur. Il fut élu lors de la 40e élection fédérale, en 1988, défait en 1993 puis réélu à chaque fois depuis 1997.

## Vivre à Upper Gagetown
Le DSL est inclus dans le territoire du sous-district 10 du district scolaire Francophone Sud. Les écoles francophones les plus proches sont à Fredericton et Oromocto alors que les établissements d'enseignement supérieurs les plus proches sont dans le Grand Moncton.
L'église St. George's est une église anglicane. Le bureau de poste et le détachement de la Gendarmerie royale du Canada le plus proche est à Gagetown.
Les anglophones bénéficient du quotidien Telegraph-Journal, publié à Saint-Jean. Les francophones bénéficient quant à eux du quotidien L'Acadie nouvelle, publié à Caraquet et de l'hebdomadaire L'Étoile, de Dieppe.